# تشناربرم العليا (باتاوة)
تشناربرم العليا (بالفارسية: چناربرم علیا) هي قرية تقع في إيران في قسم باتاوة الريفي. يقدر عدد سكانها بـ 1005 نسمة بحسب إحصاء 2016.